# Нашілюдивсюди
Правильна назва цієї сторінки — #нашілюдивсюди, але її не можна використовувати через технічні обмеження.
#нашілюдивсюди — п'ятий студійний альбом українського рок-гурту O.Torvald, представлений 1 вересня 2016 року.

## Про альбом
22 червня 2016 гурт представив кліп на дебютний сингл з альбому «#нашілюдивсюди», а 1 серпня 2016 — ліричне відео на композицію «Вирвана». Саунд-продюсером альбому виступив Кирило «Mickey» Матюшенко, запис матеріалу відбувався на власній студії гурту Otorvald Studio. В даній роботі учасники гурту вирішили поекспериментувати зі звучанням і відійшли від чистого рок-звучання в сторону електроніки, що неоднозначно було сприйнято фанами і музичними критиками.
Женя Галич, фронтмен гурту сказав про альбом:
|  | Цей альбом дався нелегко тому, що ніхто із нас ніколи не грав таку музику раніше. Ми експериментували зі звучанням, додали елементи електроніки, навчились витискати з інструментів саме те, що звучить всередині нас. |

На підтримку альбому гурт вирушив у всеукраїнський тур із 22 концертів.

## Список композицій
| #                          | Назва                                                 | Тривалість |
| -------------------------- | ----------------------------------------------------- | ---------- |
| 1.                         | «Intro»                                               | 1:05       |
| 2.                         | «Дим»                                                 | 3:17       |
| 3.                         | «Вирвана»                                             | 3:57       |
| 4.                         | «#нашілюдивсюди»                                      | 4:05       |
| 5.                         | «Копы»                                                | 3:07       |
| 6.                         | «Не меняй меня» (за участю Кирила «Mickey» Матюшенко) | 3:03       |
| 7.                         | «Знаки»                                               | 3:39       |
| 8.                         | «На Дні»                                              | 4:24       |
| 9.                         | «Твой дух — Твоё оружие»                              | 4:00       |
| 10.                        | «Вирвана» (Nick Niker Remix)                          | 3:25       |
| 11.                        | «Наші люди всюди» (Vovking Remix)                     | 3:12       |
| Загальна тривалість: 37:14 |                                                       |            |